# Sysmä
Sysmä is een gemeente in de Finse provincie Zuid-Finland en in de Finse regio Päijät-Häme. De gemeente heeft een landoppervlakte van 666,22 km² en telt 3.504 inwoners (2022). Sysmä profileert zich als boekenstad.

## Geboren in Sysmä
- Mauno Pekkala (1890), politicus